# 萬景臺革命學院
萬景台革命學院（朝鲜语：／），是一座位於朝鮮民主主義人民共和國首都平壤市萬景臺區域的精英學校。該校於1947年10月12日由該國時任最高領導人金日成建立，原意是為抗日戰爭期間戰死軍人的子女提供教育機會，後來擴張至給黨、軍、政的高幹子弟入讀。時至2017年，該學院的院長是陸軍少將吳龍澤。

## 歷史
萬景台革命學院的前身為1945年10月12日成立的「萬景台自由家庭革命學院」，學生均是「愛國烈士」的兒女，首屆的畢業生有延亨默和吳克烈等。最初，該校由特設班、初級班和高級班組成，提供小學至中學教育，只有10班而且學生人數僅得350人，教師則由中央幹部學校和平壤的傑出老師中提拔出來。1947年，金日成將學院從平安南道大同郡遷至首都平壤的萬景臺區域，並把教學主旨定為「培養革命烈士的子女成最優秀的精英」。自遷至平壤後，學院的學生人數增加至500人，學生大多是游擊隊派成員、在朝鮮戰爭離世的軍人或是黨中央副部長級或以上官員的子弟。
朝鲜战争期间该校集体迁移至中国吉林省吉林市船营区光华路17号，1953年朝鲜战争结束后迁回平壤。
萬景台革命學院地位崇高。據朝鮮中央通訊社介紹，萬景台革命學院成立之時，金日成夫人金正淑對其校服和膳食給予指示，並將全國首尊的金日成銅像放在這兒。此外，歷代最高領導人曾多次到訪學院，金日成和金正日合共200次訪問當地，金正恩則在2012年首次拜訪。同年，最高人民會議向學院頒贈金正日勛章，以表揚其「將白頭山三大將軍（即金日成、金正日和金正淑）的不朽偉業發揮光大」，並對「主體革命偉業作出莫大的貢獻」。

## 學制和校園生活
萬景台革命學院起初是7年制，後來改為6年，其中包括4年的中學和兩年大學。學生須修讀朝鮮歷史、朝鮮勞動黨歷史、政治、數學、物理、化學、生物和外語。另外，該學院重著軍事訓練。據脫北至南韓的李韓永指，學生們須參與的軍事訓練比全國的其它中學生要多，其中包括戰略學、操作槍械和保管武器庫等。此外，學生均須穿著軍服上課。
學院實行寄宿制，學生每年只得暑假一個長假期，即使週末也不得外出。儘管如此，學生們得到很好的生活待遇。以午餐為例，每天都會供應雞蛋、豬肉，以及蘋果和梨等時令水果，每隔兩天則有魚肉，每星期還有牛肉，這些在北韓均是稀有的食品。此外，每當學生生日時，他們都可以享有生日禮物和用餐。在設施方面，學院設有體育館、游泳池、圖書館、溫室以至醫院。

## 前程
由於萬景台革命學院是供戰死軍人的子女和高幹子弟入讀，故他們畢業以後大多能加入朝鮮勞動黨和政府工作，並能夠晉升至精英階級。其中，第二代最高領導人金正日、朝鮮勞動黨中央委員會中央檢查委員會第一副委員長鄭明學、朝鮮人民軍次帥李河日、人民武力部偵查總局局長金英哲和朝鮮勞動黨中央委員會副部長崔輝均是該學院的畢業生。不但畢業生能夠晉升至精英階層，這兒的教師也會被授與軍銜。

## 資料來源
1. 1 2  "金正恩访问万景台革命学院祝贺建院70周年" 《朝鮮中央通訊社》 2017-10-13
2. 1 2 3 4 5 6  . Unification Media Group. 2011-08-07  [2017-10-23]. （原始内容存档于2017-10-25）.
3. 1 2 3 4 5 6 7  . Encyclopedia of Korea Culture.   [2017-10-23]. （原始内容存档于2019-06-30）.
4. ↑  . 搜狐.   [2022-05-01]. （原始内容存档于2019-11-28）.
5. ↑  "卓绝伟人与万景台革命学院学员" 《朝鮮中央通訊社》 2017-10-12
6. ↑  . 韓聯社. 2012-10-09  [2017-10-25]. （原始内容存档于2012-11-19）.
7. ↑  . Unikorea.go.kr.   [2017-10-23]. （原始内容存档于2019-06-29）.
8. 1 2  . NK Chosun. 2001-08-20  [2017-10-24]. （原始内容存档于2017-10-24）.
9. ↑  . unikorea.   [2017-10-24]. （原始内容存档于2014-04-29）.